# لکه‌ماهی خلیج
لکه‌ماهی خلیج (نام علمی: Citharichthys fragilis) نام یک گونه از سرده لکه‌ماهی است.